# Olympische Jugend-Sommerspiele 2018/Teilnehmer (Algerien)
| Gelbes Symbol für Goldmedaillen mit stilisierten Olympischen Ringen | Graues Symbol für Silbermedaillen mit stilisierten Olympischen Ringen | Braundes Symbol für Bronzemedaillen mit stilisierten Olympischen Ringen |
| ------------------------------------------------------------------- | --------------------------------------------------------------------- | ----------------------------------------------------------------------- |
| —                                                                   | 5                                                                     | —                                                                       |

Die Jugend-Olympiamannschaft aus Algerien für die III. Olympischen Jugend-Sommerspiele vom 6. bis 18. Oktober 2018 in Buenos Aires (Argentinien) bestand aus 30 Athleten.

## Athleten nach Sportarten

### Badminton
Mädchen
- Halla Bouksani
Einzel: 25. Platz
Mixed: 5. Platz (im Team Gamma)

### Boxen
| Mädchen - Ichrak Chaib Mittelgewicht: 4. Platz | Jungen - Hichem Maouche Fliegengewicht: 5. Platz - Farid Douibi Mittelgewicht: Silber - Mohamed Amine Hacid Schwergewicht: Silber |

### Fechten
Mädchen
- Yousra Zebboudj
Degen Einzel: 10. Platz
Mixed: 8. Platz (im Team Afrika)
- Chaima Benadouda
Säbel Einzel: 11. Platz
Mixed: 8. Platz (im Team Afrika)

### Gewichtheben
| Mädchen - Nour El-Houda Sabri Leichtgewicht: 8. Platz | Jungen - Farid Saadi Superschwergewicht: 6. Platz |

### Judo
| Mädchen - Yassamine Djellab Klasse bis 63 kg: 9. Platz Mixed: Bronze (im Team Rio de Janeiro) | Jungen - Ahmed Rebahi Klasse bis 81 kg: 5. Platz Mixed: Bronze (im Team London) |

### Leichtathletik
| Mädchen - Loubna Benhadja 400 m Hürden: Silber | Jungen - Mohamed Ali Gouaned 800 m: Silber - Hamdani Benahamed 1500 m: DNF - Mohamed Zadi 110 m Hürden: 15. Platz - Bilel Afer Hochsprung: 12. Platz - Said Khoufache 5 km Gehen: 13. Platz |

### Ringen
Jungen
- Ahmed Abdelhakim Merikhi
Griechisch-römisch bis 60 kg: 5. Platz
- Oussama Laribi
Freistil bis 55 kg: 4. Platz
- Fateh Benferdjallah
Freistil bis 80 kg: Silber

### Rudern
| Mädchen - Nihed Benchadli - Rahma Amira Sebbouh Zweier: 12. Platz | Jungen - Neil Nekkache Einer: 20. Platz |

### Schwimmen
| Mädchen - Majda Chebaraka 200 m Freistil: 32. Platz 32 | Jungen - Abdellah Ardjoune 50 m Rücken: 13. Platz 100 m Rücken: 13. Platz 200 m Rücken: 14. Platz - Moncef Balamane 50 m Brust: 19. Platz 100 m Brust: 15. Platz 200 m Brust: 24. Platz 200 m Schmetterling: 34. Platz 200 m Lagen: 5. Platz |

### Segeln
| Mädchen - Lina Ait Ali Slimane Windsurfen: 22. Platz | Jungen - Imad Eddine Brighet Windsurfen: 23. Platz |

### Turnen

#### Gymnastik
Mädchen
- Sofia Nair
Einzelmehrkampf: DNF
Boden: 35. Platz
Pferd: 16. Platz
Stufenbarren: DNS
Schwebebalken: 27. Platz
Mixed: 11. Platz (im Team Hellblau)

#### Trampolinturnen
Jungen
- Noureddine-Younes Belkhir
Einzel: 10. Platz
Mixed: 8. Platz (im Team Blau)